# Coquillage gravé de Trinil
Le coquillage gravé de Trinil est un fossile de coquille de mollusque, trouvé à Trinil (à Java, en Indonésie), et conservé au Musée national d'histoire naturelle de Leyde aux Pays-Bas.

## Description
La face externe de la coquille comporte un dessin en dents de scie, attribué à Homo erectus.